# Bleona Qereti
Bleona Qereti (Korça, 1979. május 14.)  albán énekesnő.

## Kislemezek
- 1997 Kam Qejfin Tim
- 1999 Nese Me Do Fort
- 2001 S'me Behet Vone
- 2002 Ik Meso Si Dashurohet
- 2003 Ti Nuk Di As Me Ma Lyp
- 2005 Greatest Hits
- 2005 Boom Boom
- 2007 Mandarin

## Filmográfia
- Euros of Hollywood (tévésorozat) – önmaga (2014)
- Igazságosztók (tévésorozat) – Luna (2012)